# Aedesia
Aedesia é um género botânico pertencente à família Compositae.

## Espécies
Apresenta cinco espécies:
- Aedesia baumannii
- Aedesia engleriana
- Aedesia glabra
- Aedesia latifolia
- Aedesia spectabilis